# 帝國驕蘭
《帝國驕蘭》（The Legend of Suriyothai，又譯「素麗瑤泰王后傳奇」）， 是一部2001年的泰國電影。導演為查崔查勒姆·堯克爾，是一部敘述在1548年中對抗緬甸入侵的泰緬戰爭（1548-49）中犧牲的素麗瑤泰王后的歷史片。 他為了營救被包圍，當時的泰國國王和她的丈夫Maha Chakkraphat，騎著戰象上前擋著緬甸的軍團，最後戰死。 

## 演員

### 演員註記
本片由身為泰國王族的Piyapas Bhirombhakdi飾演素麗瑤泰王后，她是王族的後裔，享有 M.L. （Mom Luang之縮寫）的頭銜。
泰國明星麥爾·洽隆普拉是最凸出的演員，飾演狡詐的 Lady Srisudachan。其他演員包括了飾演 Prince Thien 的 Sarunyu Wongkrachang、飾演 Lord Piren 的 Chatchai Plengpanich 和飾演 Lord Worawongsa 的喬尼·恩弗（Johnny Anfone）。
許多其他泰國歷史電影的演員在本片中都有出現，包含動作電影老鳥Sombat Metanee和索拉朋·切特里，他在很多查崔查勒姆·堯克爾的1970年代和1980年代電影都有出現。

### 部分演員名單
- ML Piyapas Bhirombhakdi 飾素麗瑤泰王后
- Sarunyu Wongkrachang 飾 King Maha Chakkraphat (Prince Thien Rajah)
- Chatchai Plengpanich 飾 Lord Pirenthorathep
- Johnny Anfone 飾 Lord Worawongsa
- Mai Charoenpura 飾 Lady Srisudachan
- Sinjai Plengpanich 飾 Lady Srichulalak
- Sorapong Chatree 飾 Viscount Rajseneha
- Sombat Metanee 飾 Lord Minyesihatu
- Alif Silpachai 飾 Lord Abhished
- Pongpat Wachirabunjong 飾 King Chai Raja
- Phimonrat Phisarayabud 飾 Young Suriyothai
- Amphol Lampoon 飾 Lord Intarathep